# Michael Obasuyi
Michael Obasuyi (* 12. August 1999 in Brügge) ist ein belgischer Hürdenläufer, der sich auf die 110-Meter-Distanz spezialisiert hat und aktuell Inhaber des Landesrekordes ist.

## Sportliche Laufbahn und Leben
Erste internationale Erfahrungen sammelte Michael Obasuyi im Jahr 2015, als er beim Europäischen Olympischen Jugendfestival (EYOF) in Tiflis im Hürdensprint in der ersten Runde disqualifiziert wurde und im Weitsprung mit 6,66 m den neunten Platz belegte. Im Jahr darauf erreichte er bei den erstmals ausgetragenen Jugendeuropameisterschaften ebendort mit 7,16 m den siebten Platz im Weitsprung und 2017 erreichte er bei den U20-Europameisterschaften in Grosseto im Hürdenlauf das Halbfinale und schied dort mit 14,17 s aus. 2018 wurde er bei den U20-Weltmeisterschaften in Tampere in 13,45 s Vierter und er qualifizierte sich auch für die Europameisterschaften in Berlin, bei denen er mit 13,78 s im Halbfinale ausschied. Im Jahr darauf gelangte er bei den U23-Europameisterschaften in Gävle in 13,67 s auf den fünften Platz. 2020 siegte er in 13,68 s bei der Nacht van de Atletiek sowie in derselben Zeit beim „Anhalt 2020“. Im Jahr darauf siegte er in 13,82 s erneut bei der Nacht van de Atletiek und gewann anschließend in 13,40 s die Silbermedaille bei den U23-Europameisterschaften in Tallinn hinter dem Spanier Asier Martínez. Daraufhin nahm er an den Olympischen Spielen in Tokio teil und schied dort mit 13,65 s in der ersten Runde aus.
2022 erreichte er bei den Hallenweltmeisterschaften in Belgrad das Halbfinale über 60 Meter Hürden und schied dort mit 7,58 s aus. Im August kam er bei den Europameisterschaften in München mit 13,90 s nicht über den Vorlauf über 110 Meter Hürden hinaus. Nach einer durchwachsenen Saison 2023 belegte er im Jahr darauf in 7,55 s den siebten Platz über 60 Meter Hürden bei den Hallenweltmeisterschaften in Glasgow. Im Mai verbesserte er den belgischen Landesrekord in Montgeron auf 13,20 s und war reiste damit als bester Athlet zu den Europameisterschaften in Rom, bei denen er in 13,46 s den sechsten Platz belegte.  Anschließend schied er bei den Olympischen Sommerspielen in Paris mit 13,36 s im Halbfinale aus. 2025 gelangte er bei den Halleneuropameisterschaften in Apeldoorn mit 7,63 s auf den sechsten Platz über 60 m Hürden, ehe er bei den Hallenweltmeisterschaften kurz darauf in Nanjing mit 7,60 s auf Rang fünf gelangte.
In den Jahren von 2019 bis 2021 und 2024 wurde Obasuyi belgischer Meister im 110-Meter-Hürdenlauf im Freien sowie 2020 und 2024 Hallenmeister über 60 Meter Hürden.

## Persönliche Bestleistungen
- 110 m Hürden: 13,20 s (+1,7 m/s), 19. Mai 2024 in Montgeron (belgischer Rekord)
  - 60 m Hürden (Halle): 7,54 s, 18. Februar 2024 in Louvain-la-Neuve